# Phyllachora chimonobambusae
Phyllachora chimonobambusae är en svampart som beskrevs av I. Hino & Katum. 1955. Phyllachora chimonobambusae ingår i släktet Phyllachora och familjen Phyllachoraceae.   Inga underarter finns listade i Catalogue of Life.